# Эрсундсбро
Эрсундсбро (швед. Örsundsbro) — небольшой городок находящийся между Уппсалой и Энчёпингом на шоссе Riksväg 55 в Швеции. Через город протекает речка Эрсундаён которая разделяет его на 2 части.
В северной половине находится коттеджный район Салнэкке, к востоку от него располагается Замок Салнэкке. Южная же часть является более коммерческой чем жилой. Две половины города соединены мостом, имеется небольшой порт для лодок возле берега реки. Через город регулярно курсирует междугородный автобус № 804. В городе есть стоматологическая клиника и поликлиника с домом для престарелых. На юге в непосредственной близости имеется Пожарная Станция.

## История
Первой постройкой на территории современного города стал мост, который предположительно был построен в 1050 году. Уже к 1800 годам проводились регулярные прогулки на пароходах из Стокгольма и Уппсалы до города, в то же время был расчищен проход к озеру Элста. В 1911-м была построена железная дорога между Уппсалой и Энчёпингом, которая имела остановку в городе, открыта 14 мая 1912 года. Впоследствии железная дорога и станция были ликвидированы 11 июня 1979 года.
Являясь козырным перевалочным пунктом, в городе активно начала развиваться торговля, Эрсундсбро известен своими предприятиями, например такими как первый в Швеции потребительский кооператив, основанный в 1850 году.

## Экономика
В городе имеется горсть пиццерий, охотничий магазин, несколько малярных контор и несколько хозяйственных магазинов. На юге имеется одна заправка, а также в центре имеется продуктовый магазин, агентство недвижимости, пекарня и магазин одежды. Небольшая часть населения занимается охотой, и иногда-то организиют прилавки по продаже домашних продуктов, сосисок и мяса. Имеются многочисленные конторы для дрессировки собак.

## Образование
В городе имеются четыре начальные и одна средняя школа, так-же имеется библиотека.

## Развлечения и Физическая Культура
Возле средней школы имеется спортивный комплекс и несколько футбольных полей и спорт зал. Из-за обширных лесов рядом можно ходить в походы. На западе имеется пляж с благоустройством на озере Элста, ещё западнее имеется небольшой аэродром «Лэнгтюра», откуда поднимаются в небо планёры. В северной части есть старый кинотеатр в котором время от времени проходит показ фильмов.

## Население
Количество населения по годам

## Галерея

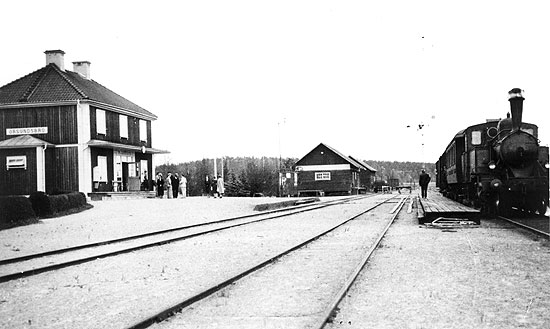
Железнодорожная станция в Эрсундсбро
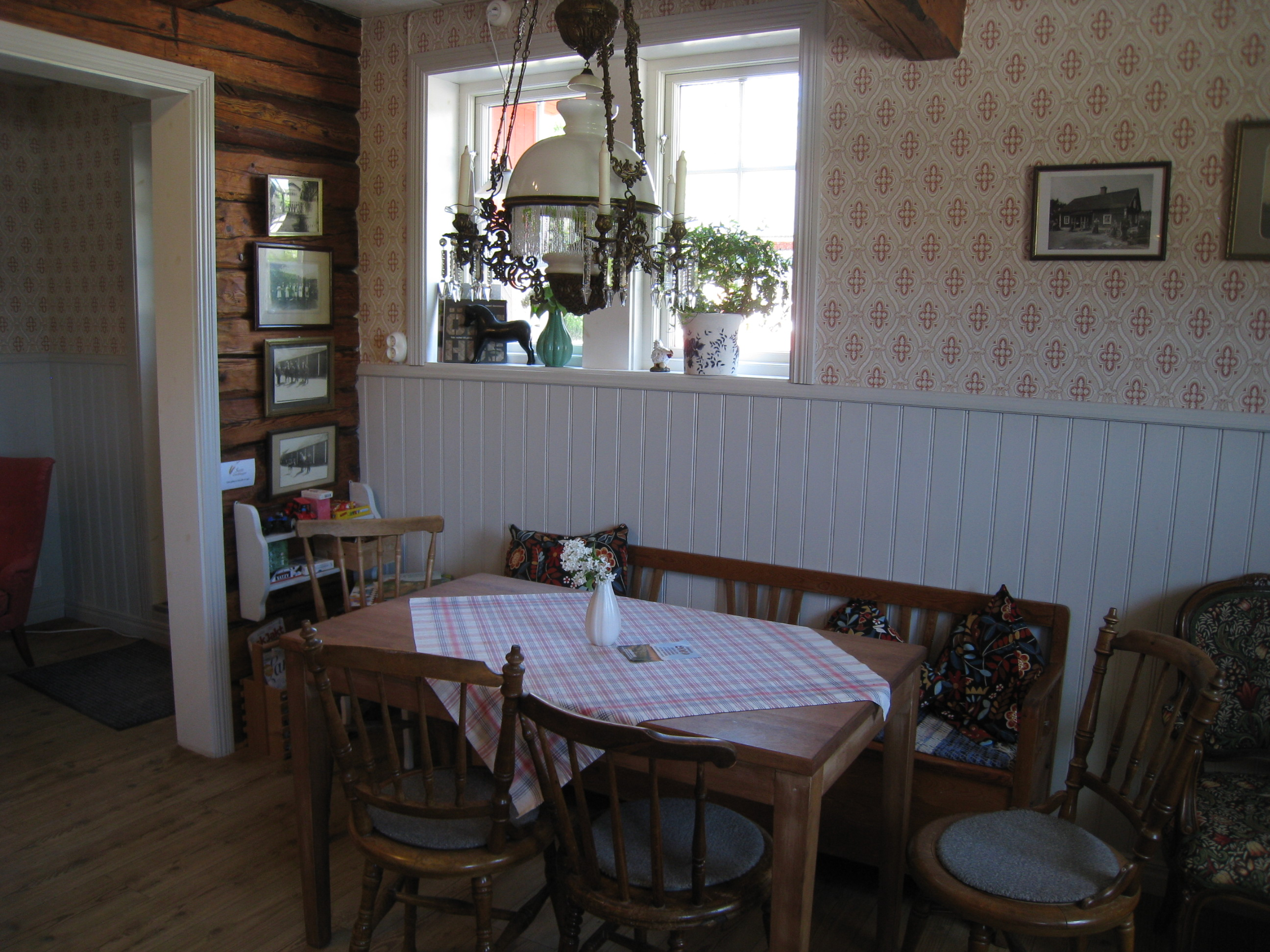
Пекарня в Эрсундсбро
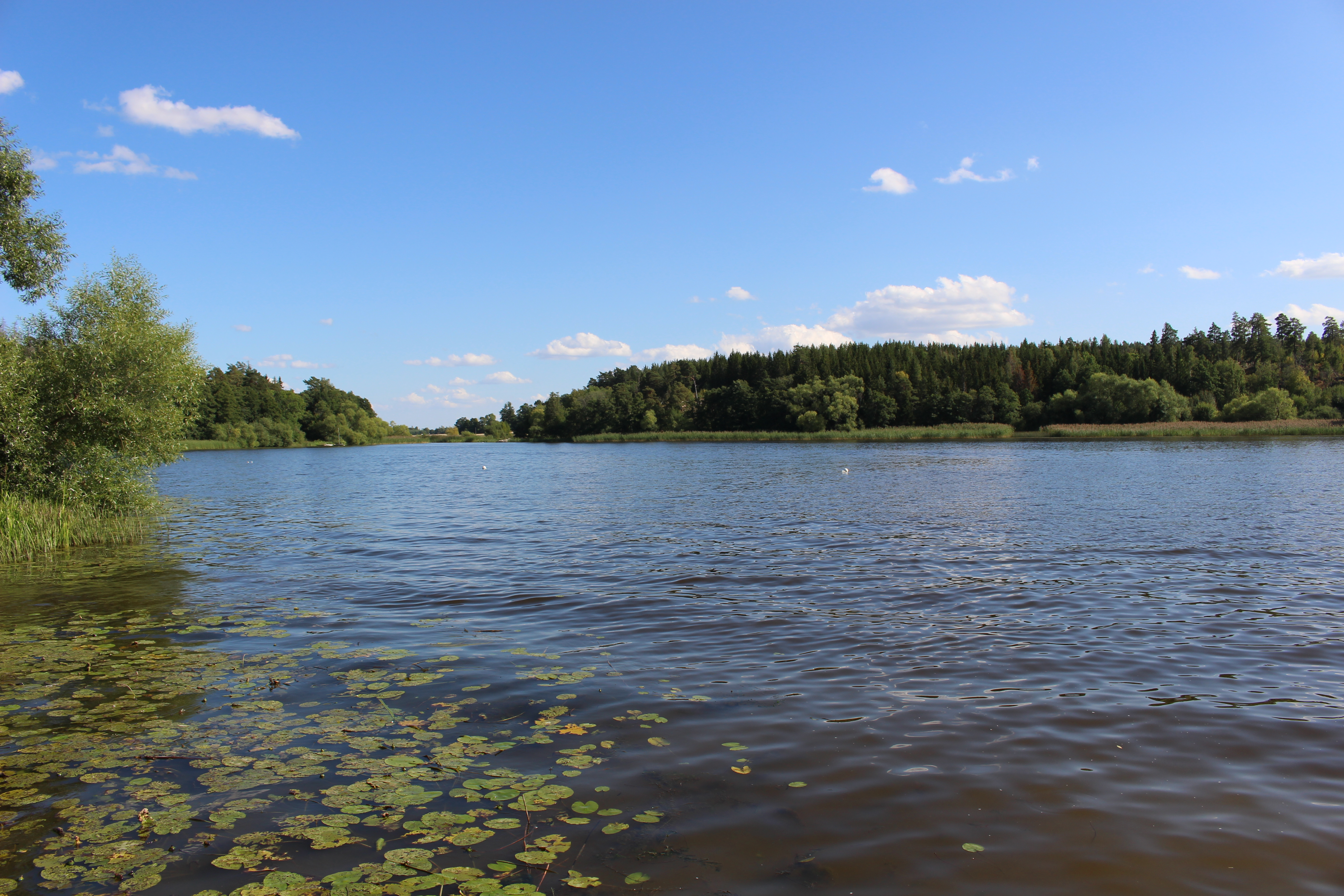
Озеро Элста
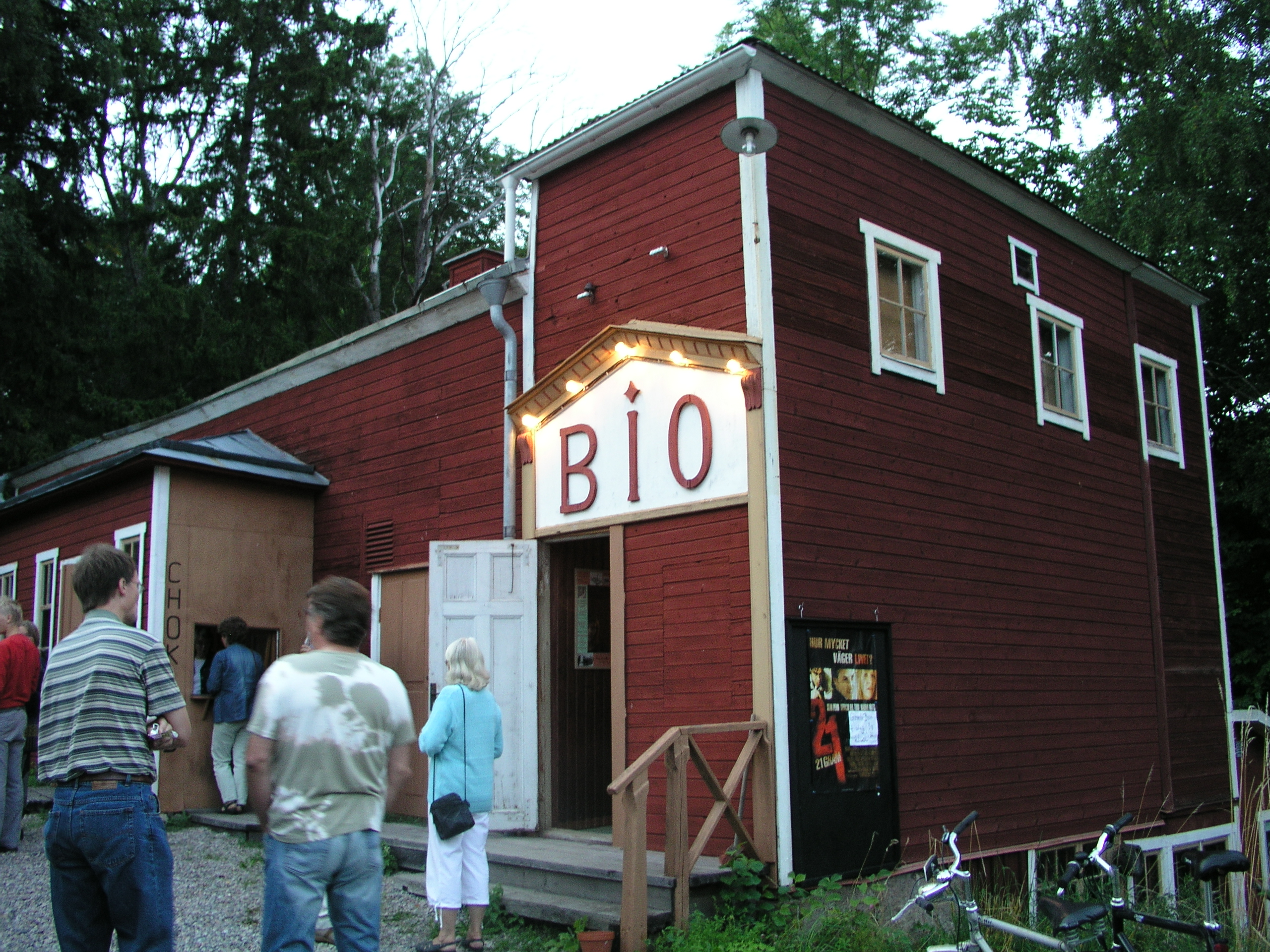
Старый Кинотеатр
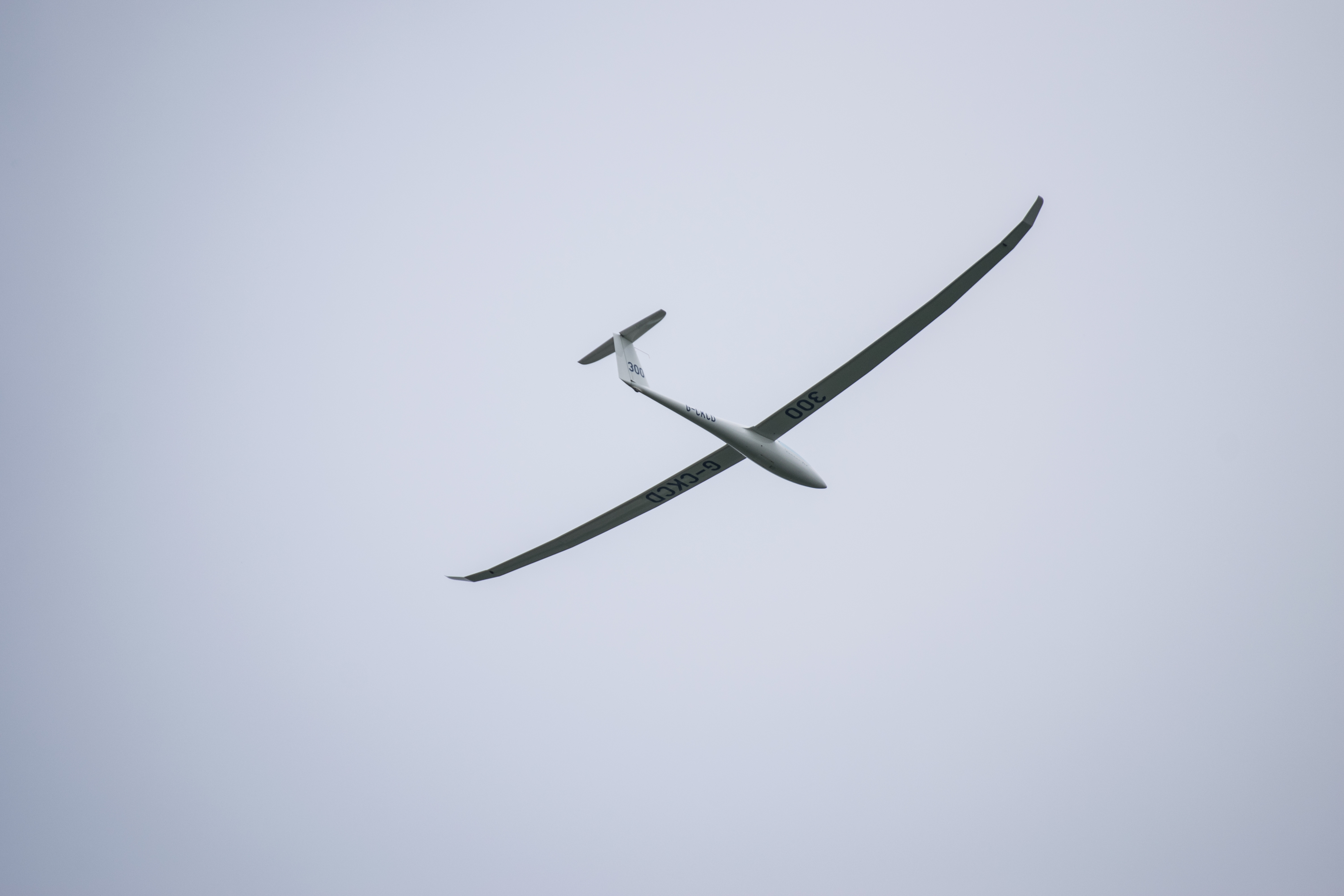
Планёр, похожий на тот который используется на аеродроме Лэнгтюра.
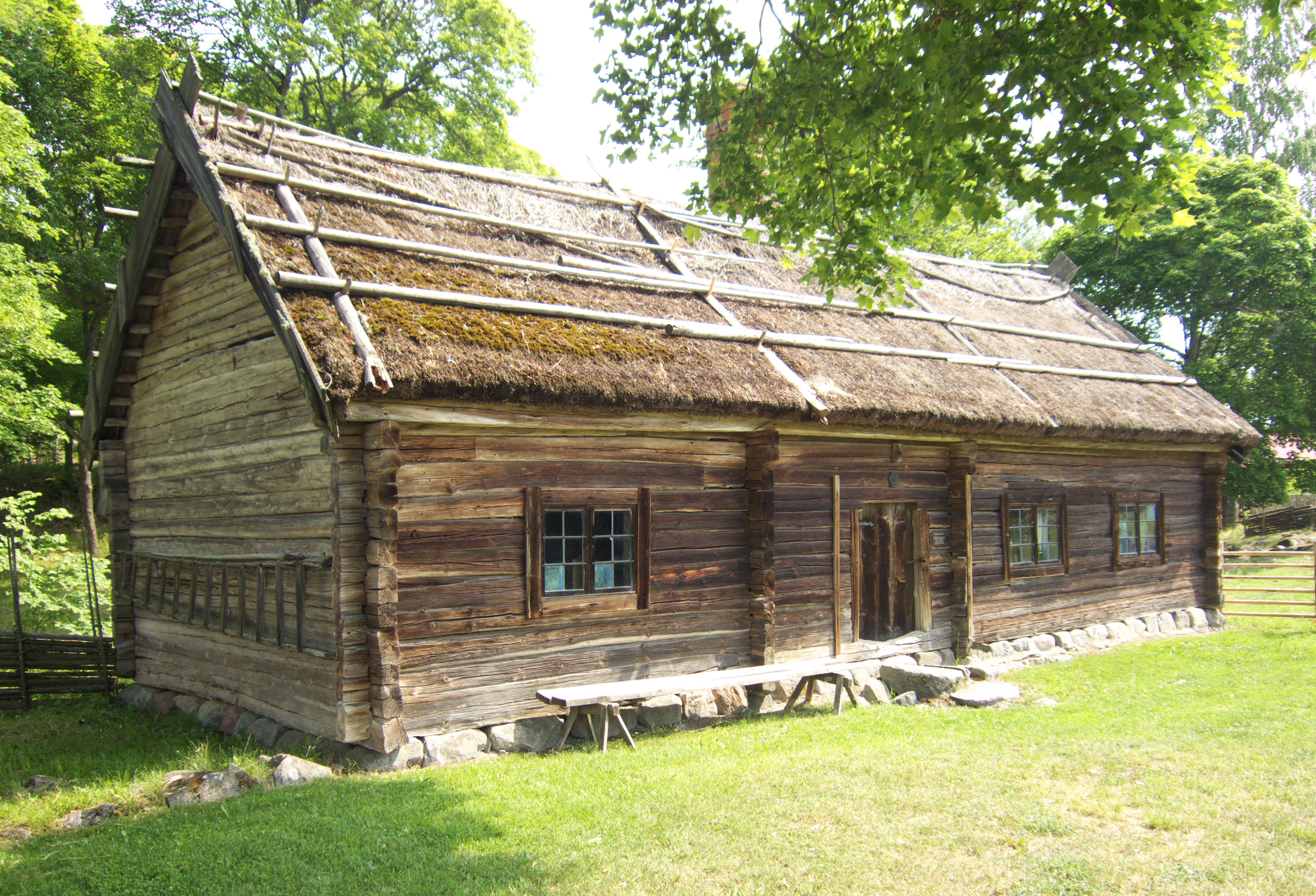
Дом в Эрсундсбро